# 1988年沪杭铁路列车相撞事故
1988年沪杭铁路列车相撞事故（日本称上海列車事故）是一起1988年3月24日14时19分许在上海市嘉定县封浜乡（今嘉定区江桥镇封浜村）境内的沪杭铁路外环线匡巷站下行出站信号机外发生的旅客列车正面相撞重大事故，当时由南京西站开往杭州站的311次列车因机车乘务员严重违反行车规定、误认信号，越过该列车图定停靠的匡巷站并冒进出站信号机，挤坏道岔并闯入区间，与由长沙站开往上海站的208次列车迎面相撞，造成29人死亡、20人重伤、79人轻伤，机车大破2台，客车报废4辆、大破2辆、中破1辆，中断行车23小时07分。事发当天311次列车的乘客包括一个来自日本高知县的修学旅行团，事故导致该旅行团死亡28人，重伤9人，轻伤28人，使本次事故成为中国铁路史上外籍旅客伤亡人数最多的事故。

## 背景

### 事发线路

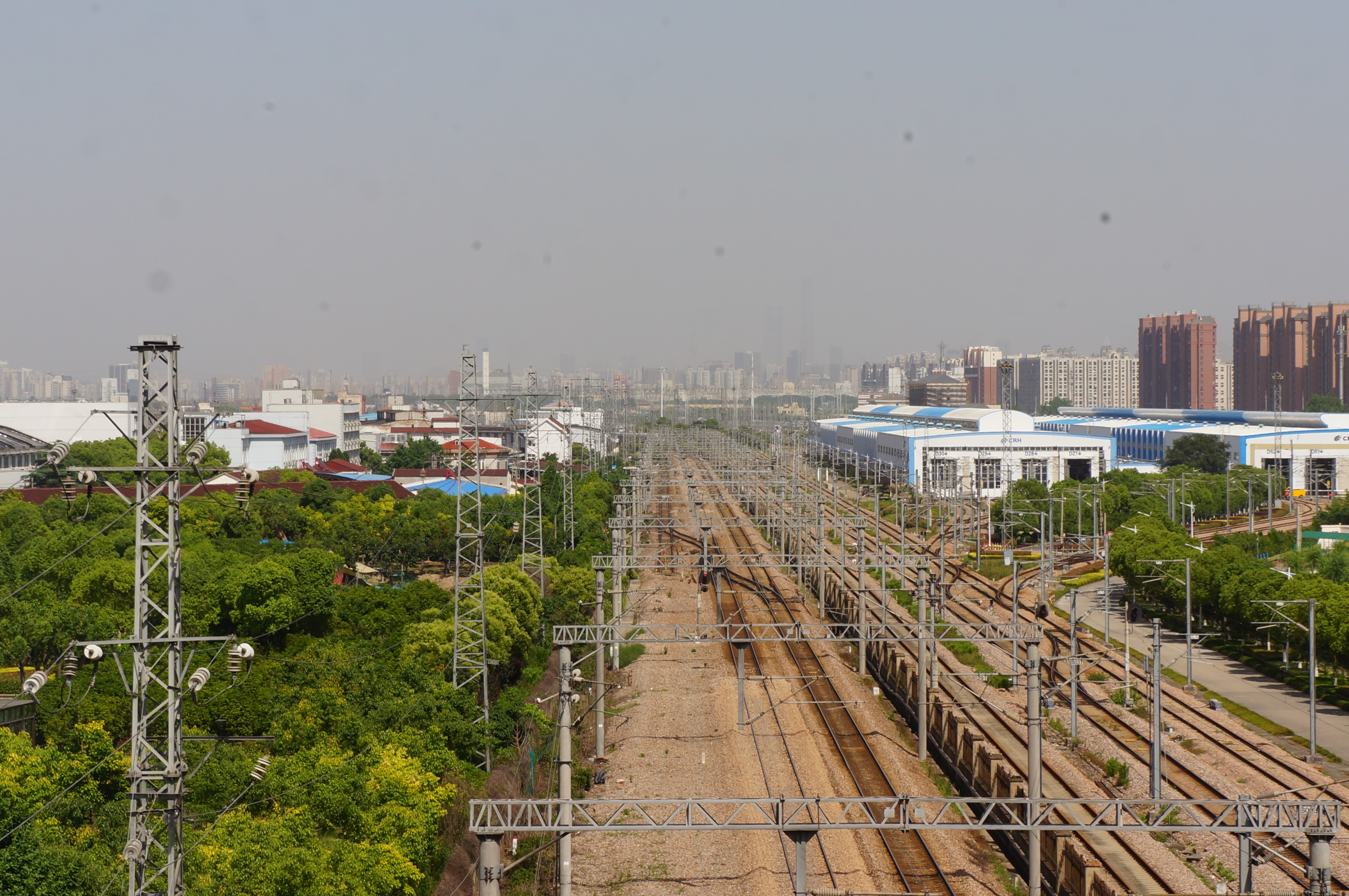
事发路段附近现况（2018年）

事故发生在沪杭铁路外环线上，该线路由上海站经真如站沿南翔编组站南侧向西行接入南新环线封浜站，并通过1970年10月启用的南新环线封浜至春申段接入沪杭线，该段线路于1986年5月2日开工兴建，以缓解既有沪杭内环线市区段22处铁路道口交通严重堵塞和铁路运能严重不足的问题，1986年12月29日建成通车，匡巷站也同时启用。1987年1月14日，沪杭线40列旅客列车由内环线改经外环线，此后真如至封浜段直至1990年才开始建设双线。

### 事故列车
涉事的311次列车由南京西站开往杭州站，经由沪宁、沪杭线运行，在真如站调向，图定14时07分从真如站发车，14时18分进匡巷站Ⅱ道并停车8分钟，会让由长沙站开往上海站的208次列车:40。而208次列车图定于14时13分从封浜站开出，14时22分通过匡巷站:58。

### 修学旅行
乘坐311次列车的修学旅行团由日本交通公社（现JTB）组织，包括高知学艺高等学校的高中一年级学生179人以及教师、医生及日本交通公社导游等14人，这个总计193人的旅行团于1988年3月21日晚从高知港乘渡轮出发，次日早间到达大阪南港，从大阪國際機場（伊丹機場）乘民航班机至上海虹桥国际机场，再由上海站乘火车至苏州。该团3月23日在苏州游览一天后，于3月24日乘311次列车赴杭州，计划于当天傍晚到达。

## 事故情况

### 事发经过
事发当天的311次列车从南京西站正点开出，途经苏州站时在列尾加挂3辆软座车，以接载准备前往杭州的高知学艺高等学校修学旅行团成员193人。311次列车于当天13时40分到达真如站，在该站调向并进行机车换挂作业，本务机车于13时50分更换为配属杭州机务段的ND2型0190号内燃机车，由杭州机务段司机周小牛、副司机刘国隆值乘:38，原列尾加挂的3辆软座车成为机后1至3位:37。14时07分，调向后的311次列车正点驶出真如站，按计划应在匡巷站停车8分钟，会让从长沙抵沪的208次列车。当时匡巷站下行预告信号机显示绿灯，进站信号机显示双黄灯，但值乘的两名机车乘务员未按规定在进站前提早进行制动试验，在进匡巷站时未有呼唤应答，机车无线电话也处于关闭状态，两名机车乘务员在进站后未确认出站信号，也没有及时采取制动措施:41。匡巷站助理值班员在接311次列车时因列车车速较高且无制动迹象，立即举红色信号旗显示停车信号，匡巷站值班员也通过无线电话呼叫311次和208次列车司机，要求两列车立即紧急停车:44，但311次列车无线调度电话被关闭，司机无法听到该指令。运转车长发现停车信号后拉下紧急制动阀，但列车仍然以每小时约45千米的速度通过接车地点:43，两名机车乘务员在列车即将出站时发现前方显示红灯的出站信号机，采取紧急制动措施，但311次列车已失去有效制动距离，冒进出站信号，挤坏车站道岔后进入正线，于14时19分与即将进站的208次列车正面相撞。
两列车正面相撞后，208次列车机车后第一辆行李车冲到其本务机车ND2型0272号机车的上方，311次列车机车后第二辆软座车的大半部分因撞击时的惯性而插入机后第一辆软座车下方并被严重挤压。除208次列车行李车及311次列车机车后两辆软座车外，208次列车机车后第二位的硬卧车也被撞报废，另有2辆客车大破、1辆客车中破，损坏线路50米、枕木46根、尖轨1根，中断正线行车23小时07分:49。

### 伤亡情况
3月25日的统计显示28人在此次事故中遇难，其中包括311次列车上的日本旅客27人及208次列车检车员江意成（长沙铁路分局）。此次事故的死者当中，27人因广泛胸腹挤压伤或颅脑损伤而当场死亡，1人因伤重抢救无效死亡，另有一名为平田博稔的日本学生回国后不治身亡:67。遇难的日本旅客包括领队的高知学艺高中体育教谕、劍道教士川添哲夫及高一学生27名，其中男学生17人、女学生10人。
在两列涉事列车中，208次列车因机后一位为行李车，伤亡人数相对较少，311次列车损毁最严重的机后第二辆软座车则是伤亡情况最惨重的车厢。

## 事故调查
1988年3月25日，中华人民共和国国务院成立由上海市人民政府和铁道部、外交部等有关部门负责人组成的事故善后工作领导小组以及由全国安全生产委员会会同监察、公安等有关部门组成的事故调查小组。事发后，上海铁路局新闻发言人称事故原因可能是列车制动失灵，但数日后的调查显示311次列车的制动系统良好。日本海外铁道技术协会调查员山田直德称，发生事故的侧线安全设施很不充分，日本火车模型杂志《月刊火车》主编松本谦一认为中国生产的铁路客车在设计时没有充分考虑到保护措施。
4月5日，全国安全生产委员会调查组称此次事故的原因是311次列车司机违反行车规定，并将该事故定性为行车重大责任事故。新华社1988年9月22日发布的三·二四行车事故案审理报道称，311次列车的机车乘务员周小牛、刘国隆思想分散，疏忽大意，违反铁路机车运行和技术管理等有关规定，没有认真瞭望和及时制动减速，又擅自关闭驾驶室内的无线电话，导致列车制动不及，从而引发事故。后续调查显示，周、刘二人在值乘时玩忽职守，未认真瞭望、未确认出站信号，未执行呼唤应答制度:54，但具体报告仍然未被公布。
除311次列车机车乘务员玩忽职守、违规操作外，该事故的另一原因为封浜站调度的违规操作。208次列车图定于14时13分从封浜站开出，但事发当天封浜站没有严格按图行车，于14时11分提前2分钟放行208次列车:58，其后208次列车运行至匡巷站外确认预告信号显示为绿灯，机车信号、进站信号均为单黄灯，但在接近匡巷站上行进站信号机时，208次列车的机车乘务员突然发现对面交会的311次越过道岔，且进站信号变为红灯，遂立即采取紧急制动措施，但仍然无法避免与对面的311次列车相撞。:61

## 救援工作
相撞事故发生后，匡巷站附近的工厂工人及农民首先向公安和卫生部门报警，其中一列涉事列车的列车长亦在附近的列车调度站通过电话报告上海铁路分局，当地消防中队于14时30分赶赴现场，南翔医院、封浜乡卫生院等当地医疗机构也向现场派遣医护人员。其后由上海市区各大医院组成的医疗队100余人、38辆救护车、30辆公安交通指挥车及19辆消防车被派往事发现场。多个驻沪部队亦派官兵前去救援。此外，乘坐208次列车赴沪的浙江省广播电视厅记者童禅福也参与了救援，与消防人员共同抢运伤员。附近居民亦有不少人积极参与救援，后因人数过多，武警不得不封锁现场。而事发地又属于郊外，距上海10km以上，加之当天傍晚开始下雨、起浓雾，这些都给救援工作制造了困难:56。
由于1、2号车厢严重挤压，救援人员只得登上车顶，将车厢顶板通过气割切开，并经由切开的通道钻进车厢，将伤员传送至车外的临时急救点紧急处理，其后伤员被送往地区医院继续救治，重伤员在当地医院由来自市区的医疗队会同当地医院共同抢救，病情稍稳定后由医疗队带回各自医院进一步救治。现场抢救持续了11个小时。
时任上海铁路局局长韩杼滨及上海铁路公安局、上海铁路分局领导在事发当天下午前往事发现场，上海市委副书记、副市长黄菊亦于当天下午到场。3月24日当晚，以时任中华人民共和国铁道部副部长李森茂为总指挥的抢救指挥部成立并对抢救工作进行紧急部署，此前的现场抢救则由上海市卫生局领导小组直接指挥。在抢救过程中，上海市血液中心站提供血液6万余毫升。
事故现场于3月25日凌晨4时已基本清理完毕，沪杭线也于25日中午恢复运行。日本伤员也于3月25日分别被转移到上海市第一人民医院、长征医院、中山医院、华东医院、华山医院等位于市区的大医院继续抢救。旅行团中未受伤的129名师生和12名受轻伤的学生则于3月25日晚乘飞机返回日本。遇难者的遗体于3月25日16时30分以后被陆续运到上海市龙华殡仪馆，其中3人的遗体于3月26日被火化。3月27日上午，受伤日本学生及死难、受伤者的家属共134人乘日方包机回国，日方24名遇难师生的灵柩以及3名遇难者的骨灰盒同机返日，当时日方仍有家属14人、伤员11人留在上海，其中5人为重伤员，这些伤员直至4月3日才全部返日。

## 善后处理
3月25日，中国外交部副部长朱启祯前往上海。中国国务院秘书长陈俊生、国家经委副主任叶青等6人受代总理李鹏的委托，于3月26日上午到达上海处理“3·24”旅客列车相撞事故的善后工作。

### 死伤者赔偿
事后不久，中日双方成立了赔偿谈判团，中方团长为上海铁路局副局长孔令然，日方团长为当年3月31日刚刚卸任日本律師聯合會副会长、4月顾问辩护团选任团长时时任日中法律家交流协会专务理事的岡村勳:65。1988年5月11日至17日，上海铁路局局长韩杼滨、上海市政府外事办公室副主任俞彭年、上海市卫生局局长王道民等8人组成上海列车事故慰问团，赴日慰问遇难者家属和受伤学生。同年6月18日至19日，第一轮赔偿问题谈判在东京进行，第二次谈判则于7月29日至30日在上海进行，中方提出的赔偿金额与日方的赔偿要求存在极大差距。由于双方就谈判地争执不下，从第三轮开始，谈判在东京与上海间轮流进行:69。
在8轮磋商谈判后，中日双方于1989年3月11日在日本高知市签订“上海铁路事故赔偿协议书”，由上海铁路局给予“324”事故中每位日本籍死者450万日元（当时约合3.3万余美元）的赔偿金，对36名日本籍伤者也确定了一次性的补偿金。此外，日本政府、保险公司、日方学校及日本社会各界也提供了一部分补偿金，日方每位遇难者获赔额增加至4850万日元。
1989年2月22日，日方部分遇难者遗属向高知地方裁判所提起诉讼，认为高知学艺高等学校安全考虑不周，负有重大过失，请求判决学校和校长佐野正太郎共2.53亿日元的损害赔偿责任。原告由6家遗属组成，惟过程中有3家与学校达成和解:74。1994年10月17日，高知地裁发布判决，认为学校的事先调查进行得“非常不充分”，但本次事件缺乏可预见性，学校违反对安全性的调查确认义务与本起事故后果没有相当因果关系，故驳回原告诉讼请求；判决书中同时亦有批评学校事后处理态度。
另据《每日新闻》报道，根据当年的报纸，事故中死亡的中国籍列车检车员仅获赔人民币2500元（约合当时8万日元）。

### 审理
事发后，311次列车正副司机周小牛、刘国隆分别于4月3日、4月22日依法被逮捕。1988年9月22日，上海铁路运输中级法院对此次旅客列车正面相撞的重大交通肇事案进行公开审理，依法以交通肇事罪判处311次列车司机周小牛有期徒刑6年6个月、副司机刘国隆有期徒刑3年。

## 反应

### 中方與日方家屬和政府的互動
3月25日下午，上海市人民政府外事办公室向日本驻沪总领事吉田重信通报列车相撞事故的情况，并举行中外记者招待会，介绍事故情况，此后两天又连续召开两场新闻发布会。3月26日，中国驻日本大使章曙從東京前往高知县，代表中国政府向高知县知事中内力和高知学艺高中校长佐野正太郎表示慰问，此前中国驻日使馆曾就该事故向日本外务省表示歉意。
5月13日，中方派出由上海铁路局局长韩杼滨率领的慰问团往日本，看望在东京和大阪入院接受治疗的伤者，并逐一登门访问高知当地所有遇难者家属，向他们致以歉意:62。次年2月24日，上海铁路局向遇难者家属发传真，邀请在事故周年祭时往上海凭吊，铁路局负担3天的机票和住宿等所有费用。

### 日方應對
日本于当地时间3月24日晚7时许收到关于此次列车相撞事故的第一条消息。日本外務省在事发后设立了处理事故总部，各大报纸、电视台也对事故作出持续报道。共同社称该事故可能是“因过于重视增强运输量和运行指标而忽视安全和纪律”的结果。
日本外务政务次官滨田卓二郎于3月25日晚与遇难及受伤学生家长同机抵沪。
事发后日本部分计划赴中国修学旅行的高等学校及部分赴中国游览的团体表示将取消出游计划。

### 中方表態
3月25日，中华人民共和国国务院代总理李鹏致电日本內閣總理大臣竹下登，向此次列车事故中遇难和受伤的日本学生等的家属表示深切慰问。同日，中华人民共和国外交部部长吴学谦致电日本外务大臣宇野宗佑，慰问列车事故死伤者家属。中华人民共和国国家旅游局局长韩克华于3月25日下午致电日本运输大臣石原慎太郎，对高知修学旅行团部分团员不幸遇难表示沉痛哀悼。3月26日，上海市副市长刘振元在遇难者入殓仪式上致悼词。

## 后续
事后，中华人民共和国铁道部制定了一系列加强旅客列车安全的规章制度，如客车从始发站开出后的第一区间内必须调速试闸，旅客列车必须编挂隔离车等，并强调严格执行机车操作规程、车机联控制度。这起事故也加快了列车监控装置的研发，以及车站侧线电码化的全面推行:70。
事发后，村下孝藏创作歌曲（收录于专辑《恋文》）纪念事故中遇难的学生；尾形大作歌曲《无锡旅情》因提及上海经苏州至无锡的火车而在日本遭自主规制，停播数年。此外，東野圭吾在小说《白夜行》中也提及了此次事故。此次事件亦导致富士電視台30週年台庆特别列车，由巴黎经欧亚各国铁路、最后经海路到达日本本土的东方快车'88的运行径路计划由原先上海装船变更为在香港九龙装船。
为方便于日本死者亲友祭扫死者，当时事故发生位置设立了一个祭台，并种了两棵松柏树。